# مزرعة آل سويدان
مزرعة بيت سويدان أو مزرعة آل سويدان إحدى القرى اللبنانية من قرى قضاء بعلبك في محافظة بعلبك الهرمل.